# Kokia
Pour l’article homonyme, voir KOKIA.
Genre
Classification phylogénétique
Kokia est un genre de plantes de la famille des Malvaceae.

## Liste des espèces
Selon Catalogue of Life (19 juillet 2017) et ITIS (19 juillet 2017) :
- Kokia cookei O.Deg.
- Kokia drynarioides (Seem.) Lewton
- Kokia kauaiensis (Rock) O.Deg. & Duvel
- Kokia lanceolata Lewton